# ديفيد ديفيز (عازف فلوت)
ديفيد ديفيز (بالإنجليزية: David Davies)‏ هو معلم موسيقى وملحن بريطاني، ولد في 1954 في دنفيرملين في المملكة المتحدة.

## وصلات خارجية
- دايفيد ديفيز على موقع ميوزك برينز (الإنجليزية)